# Bråmåbo
Bråmåbo (sollerömål Bråmåbudär) är en bebyggesle på Sollerön i Solleröns socken i  Mora kommun, Dalarna. Bebyggelsen var av SCB intill 2023 avgränsad till en småort, men den avregistrerades 2023 då antalet bofasta understeg 50